# Dani Guindos
Daniel Guindos López (Tineo, 19 de abril de 1984), conocido deportivamente como Dani Guindos, es un entrenador de fútbol español. Actualmente es asistente técnico de Cesc Fàbregas en el Como 1907 de la Serie A (Italia).

## Trayectoria como entrenador
Dani Guindos, ha entrenado a la cantera de varios equipos representativos del panorama nacional, como el Atlético de Madrid, el Rayo Majadahonda o el Real Madrid, dónde entrenó en las categorías inferiores del club blanco durante varios años.
En el verano de 2018 se hace cargo del filial de la AD Alcorcón. Consiguiendo como mayor mérito en esta etapa la primera Copa Federación de la Real Federación Madrileña de Fútbol en 2018.  
En septiembre de 2019 asumió el cargo de Seleccionador Nacional Absoluto de la Selección Nacional de Guinea Ecuatorial, conocida popularmente como Nzalang, en la que estuvo durante un dos meses en el cargo pudiendo dirigir sólo un encuentro frente a la Selección de fútbol de Togo.
El 28 de diciembre de 2019 se hace oficial su llegada al Association Sportive de Monaco Football Club que milita en Ligue 1, como segundo entrenador de Robert Moreno. El 18 de junio de 2021, se incorpora al Granada CF junto a Robert Moreno.

## Clubs
| Club                                     | País              | Año       |
| ---------------------------------------- | ----------------- | --------- |
| Categorías inferiores del Real Madrid CF | España            | 2014-2018 |
| AD Alcorcón B                            | España            | 2018-2019 |
| Selección de Fútbol de Guinea Ecuatorial | Guinea Ecuatorial | 2019      |
| AS Mónaco (2º Entrenador)                | Francia           | 2019-2020 |
| Granada CF (2º Entrenador)               | España            | 2021-2022 |